# Simon Gábor Dezső
Simon Gábor Dezső (Arad, 1937. január 1. –) erdélyi magyar zenei író, kritikus, közíró.

## Életútja, munkássága
Középiskolai tanulmányait az aradi Fiúlíceumban végezte 1953-ban, főiskolai oklevelet fagott szakon a kolozsvári Gheorghe Dima Zeneművészeti Főiskolán szerzett 1958-ban. Előbb a kolozsvári Állami Filharmónia tagja (1957–75) s párhuzamosan a kolozsvári Zenei Líceum tanára volt (1958–71). 1976 óta Izraelben él, a Simfonietta Beer-Séva együttes tagja, ugyanakkor a Beer-Séva-i (1976–93) és a tel-avivi konzervatóriumban is tanított (1988–91).
1957-től közölt zenei publicisztikát, főképp az Utunkban. Fontosabb írásai: 
- A zenei sznobizmusról (1962/12);
- Romantika és modernség (1963/6);
- Gondolatok a karmesterről (1963);
- Hangversenytípusok és típus-hangversenyek (1967).

Párbeszéd az alkotóval c. interjúsorozatában a romániai magyar zeneszerzők többsége megszólalt:
- Bihari Sándor (1973/47),
- Birtalan József (1973/44),
- Czakó Ádám (1973/14),
- Csíky Boldizsár (1973/4),
- Demján Vilmos (1973/20),
- Hencz József (1973/32),
- Jagamas János (1973/24),
- Jodál Gábor (1973/ 12),
- Junger Ervin (1973/23),
- Kozma Géza (1972/46),
- Kozma Mátyás (1973/33),
- Márkos Albert (1972/48),
- Orbán György (1973/44),
- Szabó Csaba (1972/50),
- Szalay Miklós (1973/27),
- Terényi Ede (1973/10),
- Trózner József (1973/36),
- Vermesy Péter (1973/2),
- Zoltán Aladár (1973/10).

A román zeneszerzők közül:
- Cornel Țăranu (1964/19),
- Harry Maiorovici (1973/41).

Könyvismertetései, zeneszerzőportréi, szociológiai felmérései jelentek meg a Korunkban (Operakultúra és korszerűség. 1963/10; A valóság zenei képe. 1964/10, 12; Arthur Honegger és a zenei hagyomány. 1966/3; Zenekritikánk felelőssége. 1966/9; A zeneoktatás korszerűségéért. 1983/11), valamint A Hét (Zenei nézeteltérések c. sorozat, 1975) és az Igazság hasábjain. Az izraeli sajtóban a Kodály Zoltán „átfogalmazói” c. írással mutatkozott be (Új Kelet, 1976. február 27.). 1976 óta az Új Kelet és a Kútfő c. lapokban közöl publicisztikai írásokat, humoreszkeket, tárcákat (Levelezőlapon c. heti sorozatában), valamint novellákat (Összeomlás, Este a parkban).